# Argyromatoides
Argyromatoides là một chi bướm đêm thuộc họ Noctuidae.